# Lithobius maculatus
Lithobius maculatus är en mångfotingart som först beskrevs av Matic 1957.  Lithobius maculatus ingår i släktet Lithobius och familjen stenkrypare. Inga underarter finns listade i Catalogue of Life.